# Bill Hammon
Bill Hammon (ur. 3 marca 1914 w Invercargill, zm. 12 stycznia 2004) – australijski rugbysta grający na pozycji środkowego ataku, reprezentant kraju.
Urodzony w nowozelandzkim Invercargill Hammon grał w rugby już w szkolnych drużynach w Auckland Grammar, a z regionalnym zespołem Auckland zdobył w 1934 roku Ranfurly Shield. Przeniósł się wraz z rodziną do Australii i związał się z lokalnym St Kilda Rugby Club. W latach 1935–1938 występował w stanowych barwach, także w roli kapitana. Był również członkiem zespołu, który w 1938 roku odniósł jedno z rzadkich zwycięstw nad Nową Południową Walią.
Otrzymał powołanie do australijskiej reprezentacji i wziął udział w tournée w 1936 roku. Rok później został zaś 309. Wallabie, gdy wystąpił w testmeczu przeciwko Południowej Afryce. 
W 1940 roku zakończył sportową karierę i zaciągnął się do 2nd AIF australijskiej armii. Służył w Syrii oraz na Jawie, a w marcu 1942 roku dostał się do niewoli. Za zasługi w utrzymywaniu morale we wcześniejszych kampaniach oraz postawę prezentowaną w japońskim obozie jenieckim otrzymał Order Imperium Brytyjskiego.